# Orthorhyncus cristatus
Il colibrì crestato (Orthorhyncus cristatus (Linnaeus, 1758)) è un uccello della famiglia Trochilidae. È l'unica specie nota del genere Orthorhyncus Lacepede, 1799.

## Descrizione
È un colibrì di piccola taglia, lungo 8–9,5 cm, con un peso di 3-4 g.

## Biologia
È una specie nettarivora che si nutre del nettare dei fiori di diverse piante tra cui Lantana spp., Euphorbia spp., Hibiscus spp..

## Distribuzione e habitat
La specie è presente sulle seguenti isole caraibiche: Anguilla, Antigua e Barbuda, Barbados, Dominica, Grenada, Guadaloupe, Martinica, Montserrat, Porto Rico, Saba, Saint-Barthélemy, Saint Kitts e Nevis, Saint Lucia, Saint Martin, Saint Vincent e Grenadine, Sint Eustatius, Isole Vergini britanniche, Isole Vergini Americane e  Piccole Antille.